# 2K Games
2K Games è un'azienda statunitense produttrice di videogiochi sussidiaria della Take Two Interactive. L'azienda venne creata il 25 gennaio 2005 dopo che la Take-Two ebbe acquisito la Visual Concepts e la Kush Games sussidiaria della SEGA per 24 milioni di dollari statunitensi.
Il nome 2K Games deriva dalla linea di videogiochi della Visual Concepts. L'etichetta pubblica una varietà di videogiochi per computer e console sviluppati internamente ed esternamente.
Gli studi Visual Concepts, Kush Games e Indie Built sono sotto gestione della 2K Sports un'altra sussidiaria della Take Two Interactive.

## Storia
Il 24 gennaio 2005, Take-Two Interactive annunciò l'acquisizione di Visual Concepts, lo sviluppatore di serie di videogiochi sportivi come NBA 2K, NHL 2K e MLB 2K. Take-Two pagò a Sega 24 milioni di dollari per lo studio. Il giorno seguente, la società fondò l'etichetta editoriale 2K, composta dalle sotto-etichette 2K Games e 2K Sports, con quest'ultima focalizzata sui giochi sportivi. Visual Concepts e Kush Games, insieme a Indie Built, Venom Games, PopTop Software e Frog City Software, divennero studi della nuova etichetta, che assorbì anche lo staff di Take-Two Licensing.  Nel gennaio 2006, le parti amministrative e di marketing degli uffici di 2K a New York City furono gravemente danneggiate da un incendio. Nel giugno 2007, la società chiuse questi uffici e si trasferì a Novato, in California, avvicinandosi a Visual Concepts.  Una terza sottoetichetta, 2K Play, fu fondata con un focus sui giochi casual nel settembre 2007, con Take-Two che annunciò una partnership con Nickelodeon per giochi su licenza basati sui programmi TV di quest'ultima.  2K Play assorbì anche tutte le risorse dell'editore di fascia bassa di Take-Two Global Star Software, tra cui lo studio Cat Daddy Games, il gioco Carnival Games e i giochi basati su Deal or No Deal.  Nel gennaio 2013, 2K ottenne i diritti per pubblicare videogiochi basati sulla società di wrestling professionistico WWE.
Nel marzo 2021, 2K ha acquisito HB Studios, che in precedenza aveva sviluppato The Golf Club 2019 con PGA Tour e PGA Tour 2K21,Inoltre, 2K ha annunciato di aver ottenuto un contratto con Tiger Woods, che in precedenza era stato una figura chiave per la serie PGA Tour di Electronic Arts, come direttore esecutivo e consulente per i futuri giochi PGA Tour 2K. Più tardi quel mese, 2K ha acquistato la divisione giochi di HookBang ad Austin, in Texas, che in passato aveva supportato il lavoro sulla serie NBA 2K. Lo studio è stato trasferito in una nuova sede ad Austin e rinominato Visual Concepts Austin.

## Videogiochi
- MLB 2K5 (2005) (PS2, Xbox)[11]
- Ford Racing 3 (2005) (PC, PS2, Xbox, Game Boy Advance, Nintendo DS)
- Close Combat: First to Fight (2005) (PC, Xbox)
- Ford Mustang: The Legend Lives (2005) (PS2, Xbox)[12]
- Stronghold 2 (2005) (PC)
- Motocross Mania 3 (2005) (PS2, Xbox)[13]
- NHL 2K6 (2005) (PS2, Xbox)[14][15]

- NBA 2K6 (2005) (PS2, Xbox, Xbox 360)[16][17][18]

- Top Spin (2005) (PS2)
- Conflict: Global Terror (2005) (PC, PS2, Xbox)
- Serious Sam 2 (2005) (PC, Xbox)
- Shattered Union (2005) (PC, Xbox)[19]

- Call of Cthulhu: Dark Corners of the Earth (2005) (PC, Xbox)
- Vietcong 2 (2005) (PC)
- Civilization IV (2005) (PC)
- Zathura (2005) (Xbox, PS2)[20]
- Amped 3 (2005) (Xbox 360)
- Torino 2006 (2006) (PC, PS2, Xbox)[21]
- 24: The Game (2006) (PS2)
- The Elder Scrolls IV: Oblivion (2006) (PC, Xbox 360, PS3)[22]
- Top Spin 2 (2006) (Xbox 360, Game Boy Advance, Nintendo DS, PC,)
- Il codice da Vinci (2006) (PC, Xbox, PS2)
- Major League Baseball 2K6 (2006) (GameCube, PlayStation Portable, PS2, Xbox, Xbox 360)
- Prey (2006) (macOS, PC, Xbox 360, Telefono cellulare, Linux, iOS, Zeebo)
- CivCity: Rome (2006) (PC)

- Dungeon Siege II: Broken World (2006) (PC)[23]
- NHL 2K7 (2006) (Xbox, Xbox 360, PS2, PS3)
- NBA 2K7 (2006) (PS2, PS3,Xbox, Xbox 360)

- Family Guy Video Game! (2006) (Xbox, PS2, PlayStation Portable)

- Sid Meier's Railroads! (2006) (PC, macOS)

- Stronghold Legends (2006) (PC)
- Dungeon Siege: Throne of Agony (2006) (PlayStation Portable)[24]
- Ghost Raider (2007) (PS2, PlayStation Portable, Game Boy Advance)
- Major League Baseball 2K7 (2007) (PlayStation Portable, PS2, PS3, Xbox, Xbox 360, Nintendo DS, Game Boy Advance)

- I Fantastici 4 e Silver Surfer (videogioco) (2007) (PS2, PS3, Wii, Xbox 360, Nintendo DS)
- The Bigs (2007) (Xbox 360, PS3, PS2, Wii, PlayStation portatile)[25]
- The Darkness (videogioco) (2007) (PS3, Xbox 360)
- BioShock[26] (2007) (PC, Xbox 360, PS3)
- NHL 2K8 (2007) (PS2, PS3, Xbox 360)[27]
- NBA 2K8 (2007) (PS2, PS3, Xbox 360)

- Major League Baseball 2K8 (2008) (PS2, PS3, PlayStation portatile, Wii, Xbox 360, Nintendo DS)[28]

- Top Spin 3 (2008) (PS3, Wii, Xbox 360, Nintendo DS)
- Civilization Revolution (2008) (PS3, Xbox 360, Nintendo DS, iOS, Windows Phone)
- NHL 2K9 (2008) (PS2, PS3, Wii, Xbox 360)[29]
- NBA 2K9 (2008) (PS3, PS2, Xbox 360, PC, macOS)
- The Bigs 2 (2009) (PS2, PS3, PlayStation portatile, Wii, Xbox 360, Nintendo DS)[30]

- NBA 2K10 (2009) (PS3, PS2, PlayStation Portable, Xbox 360, Wii, PC)
- NHL 2K10 (2009) (PS2, PS3, Wii, Xbox 360)[31]
- Borderlands (2009) (PC, Xbox 360, PS3)
- BioShock 2 (2010) (PC, Xbox 360, PS3)
- Major League Baseball 2K10 (2010) (PC, Xbox 360, PS2, PS3, PlayStation Portable, Wii, Nintendo DS)[32][33][34]
- Mafia II (2010) (PS, Xbox 360, PC macOS)
- NHL 2K11 (2010) (Wii, iOS)[35][36]
- Civilization V (2010) (PC)
- NBA 2K11 (2010) (PS 3, PS2, PlayStation Portable, Xbox 360, Nintendo Wii, PC)
- Major League Baseball 2K11 (2011) (PC, Xbox 360, PS2, PS3, PlayStation Portable, Nintendo DS, Wii)[37]
- Top Spin 4 (2011) (Wii, PS3, Xbox 360)
- Duke Nukem Forever (2011) (PS3, Xbox 360, PC, macOS)
- NBA 2K12 (2011) (PS 3, PS2, PlayStation Portable, Xbox 360, Nintendo Wii, PC, macOS)
- The Darkness II (2012) (PS3, Xbox 360, PC, Mac OS)
- Major League Baseball 2K12 (2012) (PS2, PS3, PlayStation Portatile, Wii, Nintendo DS, Xbox 360, PC)[38]
- Spec Ops: The Line (2012) (Xbox 360, PC, PS3, macOS, Linux)
- Borderlands 2 (2012) (PS3, Xbox 360, PC, macOS, Linux, Nintendo Switch, PS4, Xbox One, PlayStation Vita)
- NBA 2K13 (2012) (Xbox 360, Wii, Wii U, PlayStation Portable, iOS, Android,PC)

- XCOM: Enemy Unknown (2012) (Xbox 360, PS3, iOS, PC Android, Linux, PlayStation Vita)
- Major League Baseball 2K13 (2013) (PS3, Xbox 360)[39]
- BioShock Infinite (2013) (PS3, PS4, Xbox 360, Xbox One, PC, macOS, Linux, Nintendo Switch)
- The Bureau: XCOM Declassified (2013) (PC, PS3, Xbox 360, macOS)

- NBA 2K14 (2013) (Xbox 360, Xbox One, PS4, PS3, PC)

- WWE 2K14 (2013) (Xbox 360, PS3)
- Civilization Revolution 2 (2014) (iOS, Android, PlayStation Vita)
- NBA 2K15 (2014) (PC, Xbox One, Xbox 360, PS3, PS4, iOS)

- Borderlands: The Pre-Sequel (2014) (PS3, Xbox 360, PS4, Xbox One, Nintendo Switch, PC)
- NHL 2K (2014) (iOS, Linux)[40]
- Civilization: Beyond Earth (2014) (PC, macOS, Linux)
- WWE 2K15 (2014) (PS3, PS4, Xbox 360, Xbox One, PC)
- Evolve (videogioco) (2015) (PC, PS4, Xbox One)
- Borderlands: The Handsome Collection (2015) (PS4, Xbox One, PC, Mac OS, Nintendo Switch)
- NBA 2K16 (2015) (Xbox 360, Xbox One, PS4, PS3, PC
- WWE 2K16 (2015) (PS3, PS4, Xbox 360, Xbox One, PC)
- XCOM 2 (2016) (PC, Linux, macOS, PS4, Xbox One, Nintendo Switch)
- NBA 2K17 (2016) (Xbox 360, Xbox One, PS3, PS4, PC, IOS, Android)

- BioShock: The Collection (2016) (PS4, Xbox One, PC, macOS, Nintendo Switch)[41]
- Mafia III (2016) (PS4, Xbox One, PC, macOS)

- WWE 2K17 (2016) (PS4, PS3, Xbox One, Xbox 360, PC)
- Civilization VI (2016) (PC, macOS, Linux, Nintendo Switch, iOS, PS4, Xbox One
- NBA 2K18 (2017) (Xbox 360, Xbox One, PS3, PS4, PC, Nintendo Switch, iOS)
- WWE 2K18 (2017) (PS4, Xbox One, Nintendo Switch, PC)
- NBA 2K19 (2018) (PC, Nintendo Switch, PS4, Xbox One, Android, iOS)
- WWE 2K19 (2019) (PS4, Xbox One, Nintendo Switch, PC)
- NBA 2K20 (2019) (PC, Xbox One, PS4, Nintendo Switch, Android, iOS, Google Stadia)
- Borderlands 3 (2019) ((PC, Xbox One, PS4)
- WWE 2K20 (2019) (PS4, Xbox One, PC)
- XCOM: Chimera Squad (2020) (PC)
- PGA Tour 2K21 (2020) (PC, Nintendo Switch, PS4, Xbox One)[42]
- NBA 2K21 (2020) (PC, Nintendo Switch, PS4, PS5, Xbox One, Xbox X/S, Google Stadia)[43]
- Mafia: Definitive Edition (2020) (PS4, Xbox One, PC)
- NBA 2K22 (2021) (Nintendo Switch, PS4, PS5, PC, Xbox One, Xbox X/S, iOS, macOS, tvOS)
- WWE 2K22 (2022) (PS4, PS5, Xbox One, Xbox X/S, PC)
- The Quarry (2022) (PC, PS4, PS5, Xbox One, Xbox X/S)
- NBA 2K23 (2022) (Nintendo Switch, PC, PS4, PS5, Xbox One, Xbox X/S)[44]
- PGA Tour 2K23 (2022) (PC, PS4, PS5, Xbox One, Xbox X/S)[45]
- New Tales from the Borderlands (2022) (Nintendo Switch, PC, PS4, PS5, Xbox One, Xbox X/S)
- Marvel's Midnight Suns (2022) (PC, PS4, PS5, Xbox One, Xbox X/S)
- WWE 2K23 (2023) (PS4, PS5, Xbox One, Xbox Series X, PC)
- Lego 2K Drive (2023) (Nintendo Switch, PC, PS4, PS5, Xbox One, Xbox X/S)
- NBA 2K24 (2023) (Nintendo Switch, PC, PS4, PS5, Xbox One, Xbox X/S)[46]
- WWE 2K24 (2024) (PC, PS4, PS5, Xbox One, Xbox X/S)
- Top Spin 2k25 (2024) (PC, PS4, PS5, Xbox One, Xbox X/S)
- NBA 2K25 (2024) (Nintendo Switch, PC, PS4, PS5, Xbox One, Xbox X/S)[47][48]
- Mafia: Terra Madre (2025) (PC, PS5, Xbox X/S)

## Studi interni
- Firaxis Games (acquisita nel 2005)
- 2K Games China (fondata nel 2006)[49]
- 2K Marin (fondata nel 2007)[50]
- 2K Czech (acquisita nel 2008, prima Illusion Sotworks)
- Cloud Chamber (fondata nel 2019)[51]

### Studi chiusi
- Venom Games (acquistata dalla Take-Two Interactive nel 2004 ed è stata chiusa nel 2008)[52]
- Frog City Software (unita alla Firaxis Games nel 2006)
- PopTop Software (unita alla Firaxis Games nel 2006)
- 2K Boston/2K Australia (acquisita nel 2006 come Irrational Games)